# بدی‌آنی
بدی‌آنی (به لاتین: Bediani) یک منطقهٔ مسکونی در گرجستان است که در شهرداری تسالکا واقع شده‌است. بدی‌آنی در ساحل راست رود خرامی و ۸۵۰ متر بالاتر از سطح دریا جای دارد.